# Pindray
Pindray est une commune du Centre-Ouest de la France, située dans le département de la Vienne en région Nouvelle-Aquitaine.

## Géographie

### Communes limitrophes
|                  | Leignes-sur-Fontaine |              |
| Chapelle-Viviers | Pindray              | Jouhet       |
| Sillars          |                      | Montmorillon |

### Hydrographie
Le territoire communal est arrosé par la rivière Gartempe.

### Climat
Pour des articles plus généraux, voir Climat de la Nouvelle-Aquitaine et Climat de la Vienne.
Historiquement, la commune est exposée à un climat océanique du nord-ouest.  
En 2020, Météo-France publie une typologie des climats de la France métropolitaine dans laquelle la commune est exposée à un climat océanique altéré et est dans la région climatique  Poitou-Charentes, caractérisée par un bon ensoleillement, particulièrement en été et des vents modérés.
Pour la période 1971-2000, la température annuelle moyenne est de 11,7 °C, avec une amplitude thermique annuelle de 14,7 °C. Le cumul annuel moyen de précipitations est de 786 mm, avec 11,8 jours de précipitations en janvier et 6,9 jours en juillet. Pour la période 1991-2020, la température moyenne annuelle observée sur la station météorologique la plus proche, située sur la commune de Montmorillon à 8,55 km à vol d'oiseau, est de 12,5 °C et le cumul annuel moyen de précipitations est de 781,8 mm,. Pour l'avenir, les paramètres climatiques de la commune estimés pour 2050 selon différents scénarios d’émission de gaz à effet de serre sont consultables sur un site dédié publié par Météo-France en novembre 2022.

## Urbanisme

### Typologie
Au 1er janvier 2024, Pindray est catégorisée commune rurale à habitat très dispersé, selon la nouvelle grille communale de densité à sept niveaux définie par l'Insee en 2022.
Elle est située hors unité urbaine. Par ailleurs la commune fait partie de l'aire d'attraction de Montmorillon, dont elle est une commune de la couronne,. Cette aire, qui regroupe 18 communes, est catégorisée dans les aires de moins de 50 000 habitants,.

### Occupation des sols
L'occupation des sols de la commune, telle qu'elle ressort de la base de données européenne d’occupation biophysique des sols Corine Land Cover (CLC), est marquée par l'importance des territoires agricoles (69,7 % en 2018), une proportion sensiblement équivalente à celle de 1990 (70,4 %). La répartition détaillée en 2018 est la suivante : 
terres arables (36,9 %), forêts (21,9 %), prairies (17,4 %), zones agricoles hétérogènes (15,3 %), milieux à végétation arbustive et/ou herbacée (8,4 %). L'évolution de l’occupation des sols de la commune et de ses infrastructures peut être observée sur les différentes représentations cartographiques du territoire : la carte de Cassini (XVIIIe siècle), la carte d'état-major (1820-1866) et les cartes ou photos aériennes de l'IGN pour la période actuelle (1950 à aujourd'hui).

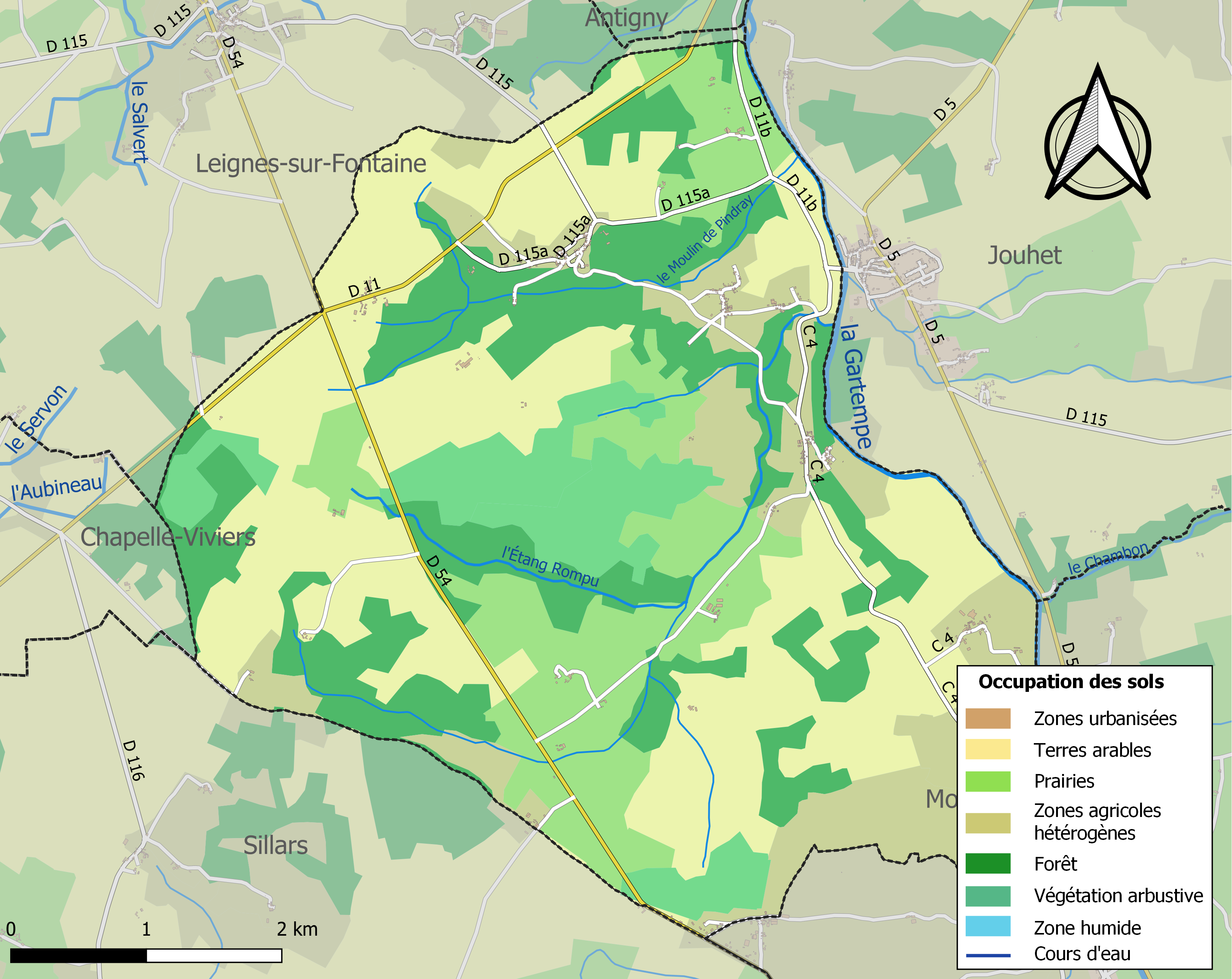
Carte des infrastructures et de l'occupation des sols de la commune en 2018 (CLC).

### Risques majeurs
Le territoire de la commune de Pindray est vulnérable à différents aléas naturels : météorologiques (tempête, orage, neige, grand froid, canicule ou sécheresse), inondations, mouvements de terrains et séisme (sismicité faible). Il est également exposé à deux risques technologiques,  le transport de matières dangereuses et le risque nucléaire. Un site publié par le BRGM permet d'évaluer simplement et rapidement les risques d'un bien localisé soit par son adresse soit par le numéro de sa parcelle.

#### Risques naturels
Certaines parties du territoire communal sont susceptibles d’être affectées par le risque d’inondation par débordement de cours d'eau, notamment la Gartempe. La commune a été reconnue en état de catastrophe naturelle au titre des dommages causés par les inondations et coulées de boue survenues en 1982, 1993, 1999 et 2010,.

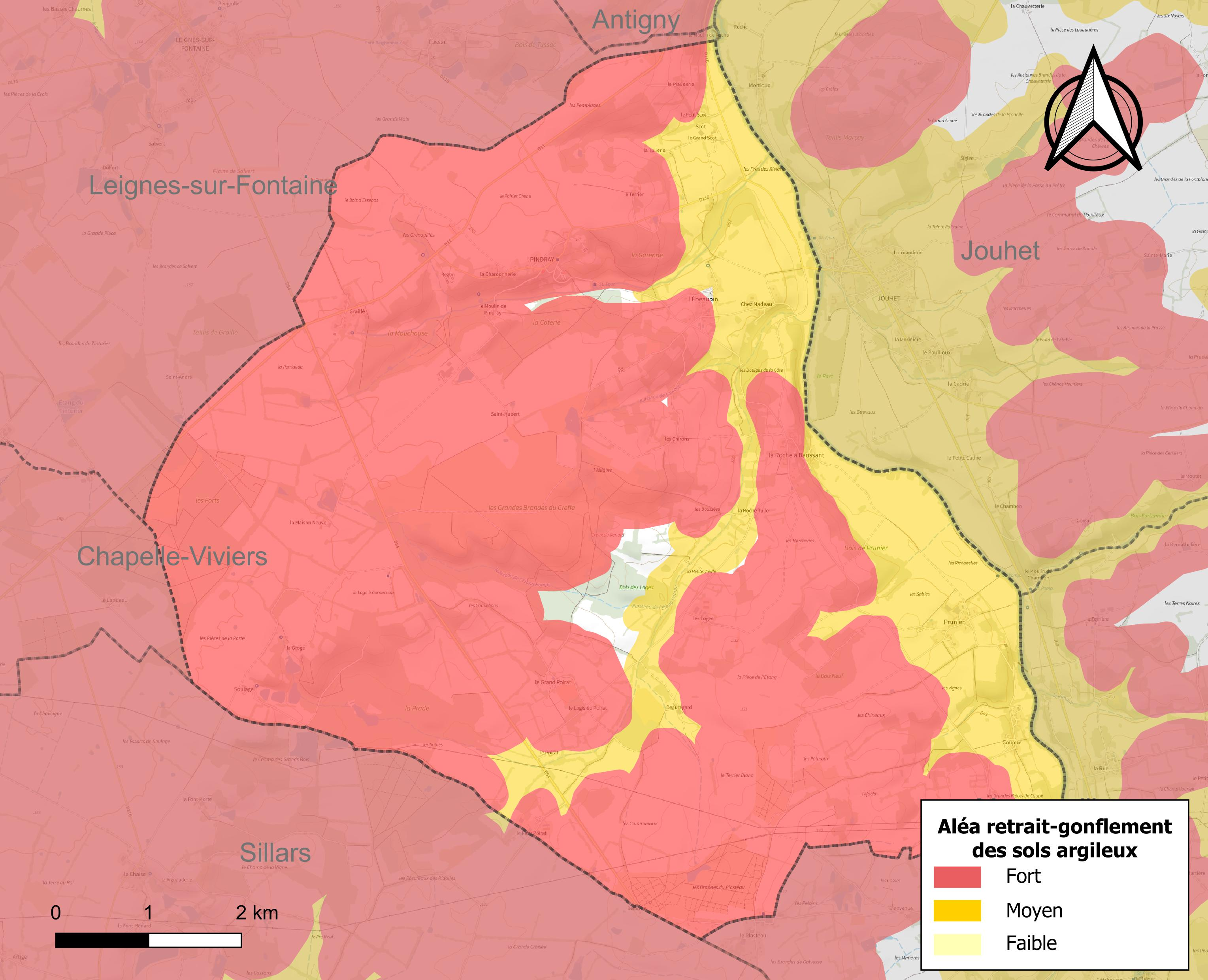
Carte des zones d'aléa retrait-gonflement des sols argileux de Pindray.

Les mouvements de terrains susceptibles de se produire sur la commune sont des affaissements et effondrements liés aux cavités souterraines (hors mines) et des tassements différentiels. Afin de mieux appréhender le risque d’affaissement de terrain, un inventaire national permet de localiser les éventuelles cavités souterraines sur la commune. Le retrait-gonflement des sols argileux est susceptible d'engendrer des dommages importants aux bâtiments en cas d’alternance de périodes de sécheresse et de pluie. 98,3 % de la superficie communale est en aléa moyen ou fort (79,5 % au niveau départemental et 48,5 % au niveau national). Depuis le 1er octobre 2020, en application de la loi ÉLAN, différentes contraintes s'imposent aux vendeurs, maîtres d'ouvrages ou constructeurs de biens situés dans une zone classée en aléa moyen ou fort,.
La commune a été reconnue en état de catastrophe naturelle au titre des dommages causés par la sécheresse en 1989, 2005, 2016, 2018 et 2019 et par des mouvements de terrain en 1999 et 2010.

#### Risque technologique
La commune étant située dans le périmètre du plan particulier d'intervention (PPI) de 20 km autour de la centrale nucléaire de Civaux, elle est exposée au risque nucléaire. En cas d'accident nucléaire, une alerte est donnée par différents médias (sirène, sms, radio, véhicules). Dès l'alerte, les personnes habitant dans le périmètre de 2 km se mettent à l'abri. Les personnes habitant dans le périmètre de 20 km peuvent être amenées, sur ordre du préfet, à évacuer et ingérer des comprimés d’iode stable,,.

## Politique et administration

### Liste des maires
| Période   | Période   | Identité         | Étiquette | Qualité |
| --------- | --------- | ---------------- | --------- | ------- |
| mars 2001 | mars 2008 | Jean-Marie Robin |           |         |
| mars 2008 | mars 2014 | Francis Servat   |           |         |

### Instances judiciaires et administratives
La commune relève du tribunal d'instance de Poitiers, du tribunal de grande instance de Poitiers, de la cour d'appel  de Poitiers, du tribunal pour enfants de Poitiers, du conseil de prud'hommes de Poitiers, du tribunal de commerce de Poitiers, du tribunal administratif de Poitiers et de la cour administrative d'appel  de  Bordeaux,  du tribunal des pensions de Poitiers, du tribunal des affaires de la Sécurité sociale de la Vienne, de la cour d’assises de la Vienne.

## Démographie
L'évolution du nombre d'habitants est connue à travers les recensements de la population effectués dans la commune depuis 1793. Pour les communes de moins de 10 000 habitants, une enquête de recensement portant sur toute la population est réalisée tous les cinq ans, les populations de référence des années intermédiaires étant quant à elles estimées par interpolation ou extrapolation. Pour la commune, le premier recensement exhaustif entrant dans le cadre du nouveau dispositif a été réalisé en 2008.

En 2022, la commune comptait 248 habitants, en évolution de −3,88 % par rapport à 2016 (Vienne : +0,6 %, France hors Mayotte : +2,11 %).
| 1793 | 1800 | 1806 | 1821 | 1831 | 1836 | 1841 | 1846 | 1851 |
| ---- | ---- | ---- | ---- | ---- | ---- | ---- | ---- | ---- |
| 476  | 407  | 460  | 403  | 594  | 567  | 567  | 614  | 622  |

| 1856 | 1861 | 1866 | 1872 | 1876 | 1881 | 1886 | 1891 | 1896 |
| ---- | ---- | ---- | ---- | ---- | ---- | ---- | ---- | ---- |
| 605  | 617  | 618  | 617  | 642  | 638  | 616  | 613  | 590  |

| 1901 | 1906 | 1911 | 1921 | 1926 | 1931 | 1936 | 1946 | 1954 |
| ---- | ---- | ---- | ---- | ---- | ---- | ---- | ---- | ---- |
| 590  | 581  | 563  | 482  | 491  | 457  | 435  | 405  | 367  |

| 1962 | 1968 | 1975 | 1982 | 1990 | 1999 | 2006 | 2008 | 2013 |
| ---- | ---- | ---- | ---- | ---- | ---- | ---- | ---- | ---- |
| 330  | 308  | 275  | 278  | 255  | 258  | 256  | 255  | 264  |

| 2018 | 2022 | - | - | - | - | - | - | - |
| ---- | ---- | - | - | - | - | - | - | - |
| 251  | 248  | - | - | - | - | - | - | - |

En 2008, selon l’Insee, la densité de population de la commune était de 9,6 hab./km2 contre 61 hab./km2 pour le département, 68 hab./km2 pour la région Poitou-Charentes et 115 hab./km2 pour la France.

## Économie
Selon la direction Régionale de l'Alimentation, de l'Agriculture et de la Foret de Poitou-Charentes, il n'y a plus que 14 exploitations agricoles en 2010 contre 22 en 2000.
Les surfaces agricoles utilisées ont diminué et sont passées de 1 827 hectares en 2000 à 1 652 hectares en 2010 dont 131 sont irrigables. 31 % sont destinées à la culture des céréales (blé tendre essentiellement mais aussi orges et maïs), 11 % pour les oléagineux (colza et tournesol), 38 % pour le fourrage et 13 % reste en herbes. En 2000,un hectare (zéro en 2010) était consacré à la vigne.
8 exploitations en 2010 (contre 11 en 2000) abritent un élevage de bovins (1 489 têtes en 2010 contre 1 163 en 2000). C’est un des troupeaux de bovins les plus importants de la Vienne qui rassemblent 48 000 têtes en 2011.
7 exploitations en 2010 (contre 11 en 2000) abritent un élevage d'ovins (2 098 têtes en 2010 contre 2 312 têtes en 2000). Cette évolution est conforme à la tendance globale du département de la Vienne. En effet, le troupeau d’ovins, exclusivement destiné à la production de viande, a diminué de 43,7 % de 1990 à 2007. En 2011, le nombre de têtes dans le département de la Vienne était de 214 300.
L'élevage de volailles a disparu au cours de cette décennie.

## Culture locale et patrimoine

### Lieux et monuments

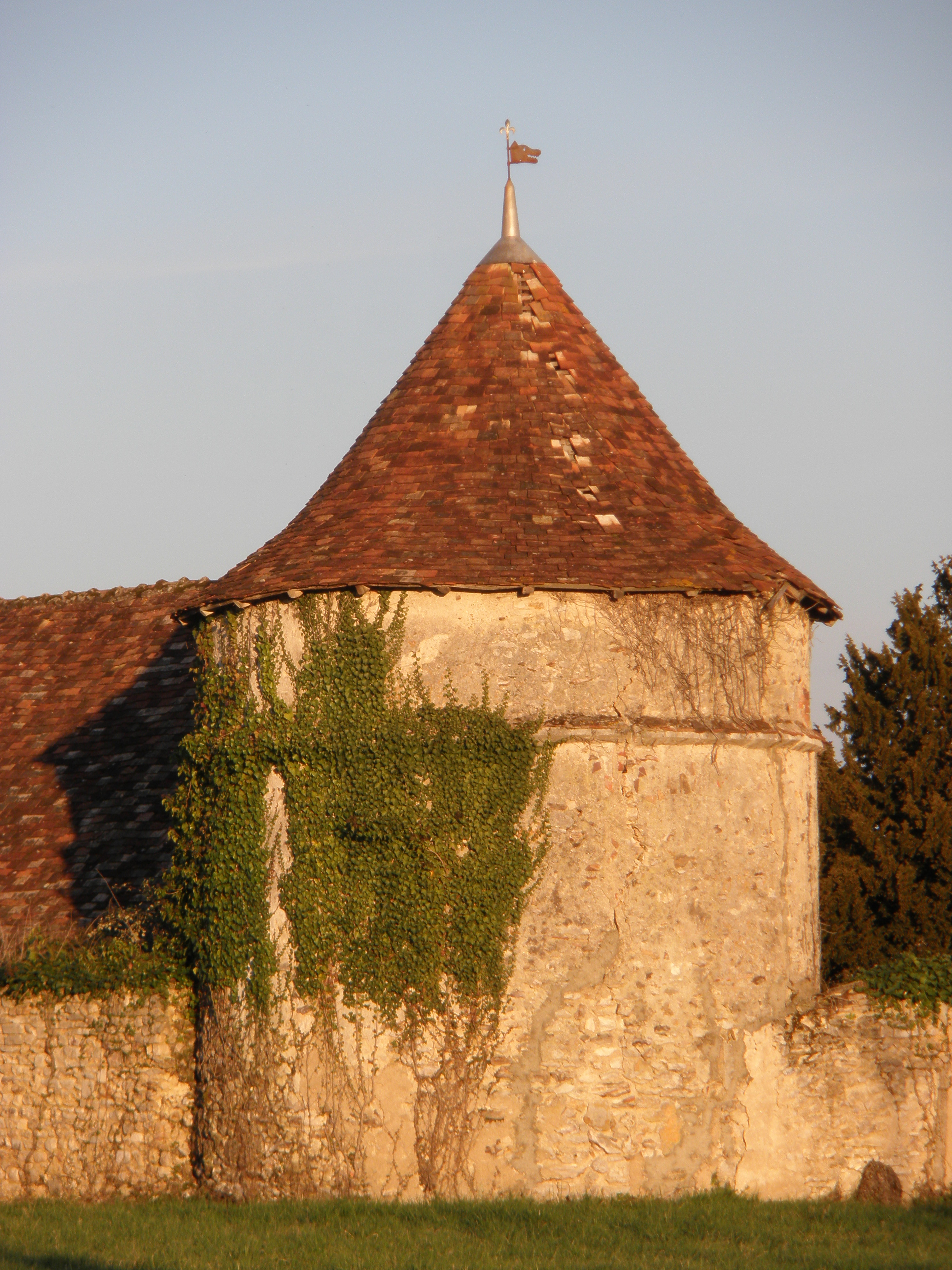
Pindray (86) en mars 2011.

- Château et pigeonnier de Pruniers : Illustration filmée dans l'émission "La Carte Au Trésor" diffusée sur France 3 le 6 juillet 2009. Le château est inscrit comme Monument Historique depuis 1973 pour son pigeonnier et sa toiture[30]. L'illustration ci-contre représente toutefois le pigeonnier du château de Pindray[31].
- Le prieuré de Saint-Pardoux : Le prieuré dépendait de l'abbaye charentaise de Lesterps. Il accueillait des chanoines réguliers qui vivaient selon la règle de saint Augustin. Le prieuré reste modeste jusqu'à la Révolution française. Les parties les plus anciennes de l'édifice remonteraient au XIe siècle. L'église prieurale a été restaurée au XVIIe et au XIXe siècle. Elle présente un plan rectangulaire et une abside à trois plans. Entre le chœur et la nef, émerge la souche d'un clocher roman. Il est coiffé d'une flèche à égouts retroussés couverte d'ardoises. Des modillons romans soutiennent la corniche de la voûte en berceau conservée sous le clocher. Ils reprennent l'iconographie classique de l'époque romane : des atlantes, des animaux domestiques ou sauvages. L'un d'eux représente, d'ailleurs, un loup tenant dans sa gueule et ses pattes des parchemins roulés. Le voûte en berceau est en plâtre. Elle est du XXe siècle. La nef possède huit travées avec des bandeaux plats. Sur un culot, un angelot aux ailes déployées épouse la forme de la pierre. La tête androgyne, les manches amples et la position des mains qui tiennent un écu, semblent correspondre à un motif que le maître verrier de l'église Saint-Martial a multiplié sur les vitraux pour porter les armoiries des corporations des métiers. Le culot en plâtre du XIXe siècle est surmonté d'une statue de saint Pardoux.
- Le château de Pindray qui date du XIXe siècle : Le fief de Pindray avait droit de haute justice. Citée dès la fin du XIe siècle, la seigneurie de Pindray dépendait de la châtellenie de Montmorillon. Il existait à Pindray un château fort des XIe et XIIe siècles, qui avait été précédé par une motte féodale et une maison forte.  Il fut détruit au cours des guerres de religion, puis reconstruit, peu après cette période. Laissé plus ou moins à l'abandon, il fut démoli en 1865 et on édifia alors un nouveau château, de style néo-renaissance, achevé en 1869. Il est doté de jolies dépendances et d'un beau pigeonnier, daté du XVIIe siècle, coiffé de la caractéristique girouette à tête de loup (voir photo), un ancien propriétaire, le baron Arthur de La Besge, ayant été lieutenant de louveterie[32]. En mai 2012 le château de Pindray fut entièrement détruit par un incendie. Seuls demeurent une tour, les communs et le pigeonnier[33],[34].

### Personnalités liées à la commune
Charles de Pindray, aventurier.

### Héraldique
| Blason | Blasonnement : D'argent au sautoir de gueules. |

## Sources